# Gustav Trautschold
Gustav Trautschold (* 23. Augustjul. / 4. September 1871greg. in Sankt Petersburg, Russisches Kaiserreich; † 30. Januar 1944 in Berlin, Deutsches Reich) war ein deutscher Schauspieler, Theaterregisseur und Filmregisseur.

## Leben
Er debütierte als Schauspieler 1892 am Stadttheater Schleswig und kam dann nach Hannover, Barmen, Hanau, Metz, Potsdam und Essen. In Essen führte er 1902 erstmals Regie.
Im Herbst 1903 engagierte ihn das Berliner Belle-Alliance-Theater. Beim Film arbeitete er anfangs als Regisseur und inszenierte unter anderem 1913 zusammen mit William Wauer und Richard Schott das große Bismarck-Porträt. In den 1920er Jahren betätigte er sich nur noch als Schauspieler.
Trautschold kam 1944 bei einem Bombenangriff ums Leben. Er war der Vater der Schauspielerin Ilse Trautschold (1906–1991) und des Zeichners und Karikaturisten Walter Trautschold.

## Filmografie (als Schauspieler)
| - 1912: Wie sich der Kientopp rächt (auch Regie und Drehbuch) - 1912: Hans ist schlau (nur Regie) - 1912: Er ist nicht eifersüchtig (nur Regie) - 1913: Ilse und ihre drei Freier (nur Regie) - 1913: Bismarck (nur Co-Regie) - 1917: Ostpreußen und sein Hindenburg (nur Regie) - 1920: Schneider Wibbel - 1922: Das Komödiantenkind - 1923: Das kalte Herz - 1924: Soll und Haben | - 1924: Die Hermannschlacht - 1927: Brennende Grenze - 1927: Der Fahnenträger von Sedan - 1927: Der Herr der Nacht - 1927: Der Sieg der Jugend - 1927: Feme - 1927: Der König der Mittelstürmer - 1936: Tante Clementine - 1938: Drops wird Flieger - 1938: Ikaruskinder |